# Odontotrypes
Odontotrypes es un género de coleóptero de la familia Geotrupidae.

## Especies
Las especies de este género son:
- Odontotrypes arnaudi
- Odontotrypes balthasari
- Odontotrypes bhutan
- Odontotrypes biconiferus
- Odontotrypes bimaculatus
- Odontotrypes cariosus
- Odontotrypes cavazzutii
- Odontotrypes cribripennis
- Odontotrypes davidiani
- Odontotrypes emei
- Odontotrypes farkaci
- Odontotrypes fujiokai
- Odontotrypes glaber
- Odontotrypes gogona
- Odontotrypes gongga
- Odontotrypes haba
- Odontotrypes hayekae
- Odontotrypes hayeki
- Odontotrypes howdeni
- Odontotrypes impressiusculus
- Odontotrypes jiuding
- Odontotrypes kabaki
- Odontotrypes kabakovi
- Odontotrypes kalabi
- Odontotrypes karnali
- Odontotrypes kryzhanovskii
- Odontotrypes kucerai
- Odontotrypes lama
- Odontotrypes lassallei
- Odontotrypes maedai
- Odontotrypes medvedevi
- Odontotrypes meigu
- Odontotrypes meyomintang
- Odontotrypes mirek
- Odontotrypes mursini
- Odontotrypes nikodymi
- Odontotrypes orichalceus
- Odontotrypes paulusi
- Odontotrypes pauma
- Odontotrypes purpureiaeneus
- Odontotrypes purpureipunctatus
- Odontotrypes qinling
- Odontotrypes radiosus
- Odontotrypes roborowskyi
- Odontotrypes rufipes
- Odontotrypes rugososulcatus
- Odontotrypes sabde
- Odontotrypes satanas
- Odontotrypes semenowi
- Odontotrypes semirugosus
- Odontotrypes semiscribrosus
- Odontotrypes shokhini
- Odontotrypes slavek
- Odontotrypes szetshwanus
- Odontotrypes taurus
- Odontotrypes tibetanus
- Odontotrypes tryznai
- Odontotrypes turnai
- Odontotrypes uenoi
- Odontotrypes xue
- Odontotrypes yulong
- Odontotrypes zhongdianensis